# François Simon
François Simon (Troyes, 28 oktober 1968) is een voormalig Frans wielrenner. Hij kwam uit een wielergeslacht; zijn broers Régis, Pascal en Jérôme waren ook wielrenners. François is de enige van de broers Simon die geen etappe in de Ronde van Frankrijk wist te winnen. In 2001 reed hij wel drie dagen in de gele trui en werd uiteindelijk zesde in het eindklassement.
François Simon stopte eind 2002 met wielrennen toen hij geen nieuwe ploeg meer kon vinden. Tijdens zijn twaalfjarige profcarrière won hij ritten in de Ronde van Italië en de Dauphiné Libéré en werd hij Frans kampioen.

## Belangrijkste overwinningen
1992
- Mi-Août en Bretagne

1996
- Tweede etappe Dauphiné Libéré

1999
- Châteauroux - Classic de l'Indre
- Criterium van Dijon
- Frans kampioen op de weg, Elite

2000
- Criterium van Aix-en-Provence
- 6e etappe Parijs-Nice

2001
- Criterium van Dijon
- Criterium van Dun-le-Palestel

## Resultaten in voornaamste wedstrijden
| Jaar | Ronde van Italië | Ronde van Frankrijk | Ronde van Spanje |
| ---- | ---------------- | ------------------- | ---------------- |
| 1991 |                  |                     |                  |
| 1992 | 61e (1)          |                     |                  |
| 1993 |                  | 57e                 |                  |
| 1994 |                  | 43e                 |                  |
| 1995 | 32e              | 59e                 |                  |
| 1996 |                  | 86e                 |                  |
| 1997 |                  | 32e                 | opgave           |
| 1998 |                  | 57e                 |                  |
| 1999 |                  | 30e                 |                  |
| 2000 |                  | 58e                 |                  |
| 2001 |                  | 6e                  |                  |

| Jaar | Milaan-San Remo | Gent-Wevelgem | Ronde van Vlaanderen | Parijs-Roubaix | Amstel Gold Race | Luik-Bast.‑Luik | Parijs-Tours |  | WK op de weg |
| ---- | --------------- | ------------- | -------------------- | -------------- | ---------------- | --------------- | ------------ |  | ------------ |
| 1991 |                 |               |                      |                |                  | 93e             |              |  |              |
| 1992 | 83e             | 21e           | 11e                  |                | 72e              |                 |              |  |              |
| 1993 |                 |               |                      | 27e            |                  |                 | 53e          |  |              |
| 1994 | 101e            |               | 25e                  |                |                  |                 |              |  |              |
| 1995 | 37e             |               |                      |                |                  |                 |              |  |              |
| 1996 | 85e             |               |                      |                |                  |                 |              |  |              |
| 1997 |                 | 44e           | 51e                  |                |                  |                 |              |  |              |
| 1998 | 153e            |               |                      |                |                  | 98e             | 12e          |  | 36e          |
| 1999 | 22e             |               |                      |                |                  | 27e             |              |  |              |
| 2000 |                 |               |                      | 68e            |                  |                 |              |  |              |
| 2001 |                 |               |                      |                |                  |                 |              |  |              |